# Hevenbruch
Der Hevenbruch ist ein Naturschutzgebiet in den schleswig-holsteinischen Gemeinden Koberg, Ritzerau und Poggensee im Kreis Herzogtum Lauenburg.

## Allgemeines
Das rund 173 Hektar große Naturschutzgebiet ist unter der Nummer 188 in das Verzeichnis der Naturschutzgebiete des Ministeriums für Landwirtschaft, Umwelt und ländliche Räume eingetragen. Es wurde zum 25. April 2003 ausgewiesen (Datum der Verordnung: 1. April 2003). Das Naturschutzgebiet ist größtenteils Bestandteil des FFH-Gebietes „Wälder des Hevenbruch und des Koberger Forstes“ und des EU-Vogelschutzgebietes „Waldgebiete in Lauenburg“. Zuständige untere Naturschutzbehörde ist der Kreis Herzogtum Lauenburg.

## Beschreibung
Das Naturschutzgebiet liegt in einer Moränenlandschaft nordwestlich von Mölln zwischen den Orten Ritzerau, Nusse und Koberg. Es stellt einen alten Buchenwald unter Schutz, welcher der Hansestadt Lübeck gehört, die ihn seit 1994 nicht mehr forstwirtschaftlich nutzt. Durch die Aufgabe der Nutzung können sich Alt- und Totholz entwickeln, die eine wichtige Lebensgrundlage für zahlreiche Tiere, Pflanzen und Pilze bilden. Im Waldgebiet sind Sümpfe, Brüche, Fließgewässer, Weiher und Tümpel zu finden. Teilflächen wurden früher als Grünland genutzt. Sie verbuschen und werden langsam wieder von Wald eingenommen. Dominierende Baumart ist die Rotbuche mit ihren Waldgesellschaften. Daneben sind verbreitet auch Stieleiche, Esche, Ahorn und Hainbuche sowie in den Bruchwaldbereichen die Roterle zu finden.
Das Naturschutzgebiet ist u. a. Lebensraum für Hohltaube, Schwarz-, Mittel-, Bunt- und Kleinspecht, Zwergschnäpper, Kleiber, Sperber, Rotmilan, Wespenbussard, Waldkauz, Waldohreule, Waldschnepfe, Kranich und Kolkrabe, die hier auch brüten. Auch der Moorfrosch ist hier heimisch. Im Wald wachsen u. a. Waldveilchen, Moschuskraut, Grünliche Waldhyazinthe, Breitblättrige Sternwurz, Aronstab, Einbeere Gegenblättriges und Wechselblättriges Milzkraut und Scheinzypergras.
Das Naturschutzgebiet ist fast vollständig von landwirtschaftlichen Nutzflächen umgeben. Nach Süden schließt sich ein weiteres Waldgebietes des Kreisforstes Lauenburg an. Durch das Naturschutzgebiet verläuft ein Wanderweg. An mehreren Stellen befinden sich Informationstafeln.